# 劉徴
劉 徴（りゅう ちょう、生没年不詳）は、五胡十六国時代後趙の武将。石勒十八騎の一人。

## 経歴
305年頃、傭兵稼業を行っていた石勒に従い、群盗となって各地を荒らし回り、絹や宝玉を略奪して回った。
以後も石勒に仕えてその起業を支え、後趙の樹立以降には清河郡太守に任じられた。その後、青州刺史に昇進した。
323年8月、中山公石虎が4万の兵を率いて広固に割拠する曹嶷討伐に向かうと、劉徴もまたこれに従軍した。石虎は曹嶷の本拠地である広固を攻略すると、青州の諸郡県や砦は全て後趙の支配下となり、劉徴がこれを鎮守する事となった。この時、石虎は曹嶷に従っていた人民を皆殺しにしようとしたので、劉徴は進み出て「今、この徴を留めようとしているのは、民を牧させる為ではないのですか。その民がいなくなれば、どうして牧する事が出来ましょうか！そうなれば徴は帰るのみです！」と諫めた。石虎はこれを聞き入れて虐殺を取り止め、また男女700人を留めて劉徴に与えると、広固の統治を命じた。
黎陽出身の桑虞という人物は仁慈にして孝行者であるとして評判であり、かねてより劉徴は彼を重んじていた。その為、青州に赴任した際には、朝廷に請うて桑虞を長史として迎え、祝阿郡太守に任じた。
その後、劉徴は病を患った為、鄴に帰還する事となった。その際、桑虞を青州に残し、一切の事務を委ねたという。
朝廷においては、任播と共に皇太子石弘に兵書を教授した。
330年5月、劉徴は数千の兵を率い、海上を通って晋陵郡南沙県へ侵攻した。ここで東南の諸県を荒らし回り、南沙都尉許儒を討ち取ると、さらに呉郡海虞県まで進出した。
331年1月、劉徴は婁県へ侵攻し、武進で略奪を行った。東晋の車騎大将軍郗鑒が迎撃に出ると、劉徴は撤退した。
その後の劉徴の動向は不明である。